# Vengeance (2003)
Vengeance (2003) foi um evento pay-per-view realizado pela World Wrestling Entertainment, ocorreu no dia 27 de julho de 2003 no Pepsi Center em Denver, Colorado. Esta foi a terceira edição da cronologia do Vengeance.

## Resultados
| #                              | Lutas | Estipulação                                                    | Tempo |
| ------------------------------ | --- | -------------------------------------------------------------- | ----- |
| Sunday Night Heat              | Ultimo Dragon derrotou Chris Kanyon. | Singles match                                                  | 04:04 |
| 1                              | Eddie Guerrero derrotou Chris Benoit. | Singles match pelo vago WWE United States Championship         | 22:14 |
| 2                              | Jamie Noble (com Nidia) derrotou Billy Gunn (com Torrie Wilson). | Singles match                                                  | 05:00 |
| 3                              | Bradshaw derrotou Shannon Moore, Doink the Clown, Faarooq, Brother Love, Nunzio, Matt Hardy, A-Train, Danny Basham, Doug Basham, The Easter Bunny, Sean O'Haire, John Hennigan, Orlando Jordan, Funaki, Los Conquistadores (Rob Conway e Johnny Jeter), The Brooklyn Brawler, Johnny Stamboli, Chuck Palumbo, Matt Cappotelli e Spanky. | APA Invitational Bar Room Brawl                                | 04:29 |
| 4                              | The World's Greatest Tag Team (Shelton Benjamin e Charlie Haas) (c) derrotaram Rey Mysterio e Billy Kidman. | Tag team match pelo WWE Tag Team Championship                  | 14:53 |
| 5                              | Sable derrotou Stephanie McMahon. | No Count-Out match                                             | 06:29 |
| 6                              | The Undertaker derrotou John Cena. | Singles match                                                  | 16:02 |
| 7                              | Vince McMahon (com Sable) derrotou Zach Gowen. | Singles match                                                  | 14:00 |
| 8                              | Kurt Angle derrotou Brock Lesnar (c) e The Big Show. | No Disqualification Triple Threat match pelo WWE Championship. | 17:30 |
| (c) - Campeão(s) antes da luta | |                                                                |       |